# أحمد محمد إبراهيم منصور
أحمد محمد إبراهيم منصور القذافي (وُلد عام 1955) ويعرف بأحمد إبراهيم القذافي، سياسي وكاتب ووزير ليبي سابق، برز في عهد معمر القذافي، وتقلد في عهده مناصب عدة، كان أميناً (وزيراً) للتعليم والبحث العلمي، (1986م–1989م). و أميناً (وزيراً) للجنة الشعبيّة العامّة للتعليم العالي (1989م–1990م). وكذلك كان الامين العام المساعد لمؤتمر الشعب العام.
في عام 2013، بعد الثورة الليبية، اعتقل في سرت، وحكمت عليه محكمة ليبية بالإعدام. وخلال أبريل من عام 2019 كانت هناك مباحثات حول إطلاق سراح عدة معتقلين من ضمنهم إبراهيم، وفي سبتمبر من عام 2021 أعلنت السلطات الليبية عن نيتها الإفراج عن أحمد إبراهيم القذافي.

## سيرته
وُلد أحمد إبراهيم القذافي في مدينة سرت عام 1955 ميلاديًا، وهو من قبيلة القذاذفة. حصل على درجة البكالوريوس في الفلسفة من جامعة قاريونس في بنغازي. متزوج وله ولد. عمل مُعيدًا ومعلمًا للفلسفة بالجامعات الليبية. كما عمل بالصحافة، وترأس تحرير صحيفة الزحف الأخضر وله عدة إسهامات فكرية وسياسية وأدبية.
شغل الوظائف الآتية:
- أمين اللجنة الشعبية العامة للتعليم والبحث العلمي (1986-1989)
- أمين اللجنة الشعبية العامة للتعليم العالي (1989-1990)
- أمين لجامعة التحدّي، سرت (1990-1992)
- أمين اللجنة الشعبية العامة للثقافة (1994-1995)
- أمين لشؤون المؤتمرات الشعبية بمؤتمر الشعب العام
- أمين مساعد لمؤتمر الشعب العام (2003 - 2008)

## مؤلفاته
صدر له عددٌ من المؤلفات، منها:
- «التنظيم الثوري: اللجان الثورية أداة الثورة الشعبية»، صدر عام 1982 عن المنشأة العامة للنشر والتوزيع والإعلان
- «الثورة والدولة»، صدر عام 1989 عن دار الكتب الوطنية بنغازي
- «حكايا الحرف الأول»، صدر عام 2002 عن شركة الملتقى للطباعة والنشر
- «حان وعد قيامتنا»، صدر عام 2009 عن مجلس الثقافة العام
- «خطة العنكبوت الأسود؛ الغارة على المصحف والبئر»، صدر عام 2005 عن المركز الدولي للإستراتيجيات والتخطيط. (ردمك 9789959381606)